# اجدینوویسی (ویسگرید)
اجدینوویسی (ویسگرید) (به لاتین: Ajdinovići (Višegrad)) یک منطقهٔ مسکونی در بوسنی و هرزگوین است که در جمهوری صرب بوسنی واقع شده‌است.